# Ruiru
Ruiru è un centro abitato del Kenya, situato nella contea di Kiambu.